# Natra
Natra es una compañía española internacional dedicada a la elaboración y distribución de productos de chocolate e ingredientes derivados del cacao, con un enfoque especializado en la marca privada para las principales cadenas de distribución y en cofabricación para las marcas A.
La división de productos de consumo de Natra es responsable de la fabricación de tabletas, bombones, cremas untables y barritas de chocolate, que son comercializadas en más de 90 países de los cinco continentes.
Natra es también el principal procesador de grano de cacao de España, responsable del 40 % de la molienda de cacao. A través de esta división de Ingredientes, la empresa ofrece derivados del cacao (principalmente manteca de cacao, cacao en polvo y coberturas de chocolate) para la industria alimentaria internacional.
Alrededor del 75 % de la facturación de la empresa procede de fuera de España.
La compañía dispone de seis centros de producción especializados (dos en España, dos en Bélgica, uno en Francia y uno en Canadá) además de presencia comercial permanente en Europa, América y Asia.

## Origen y evolución
En 1943 tres jóvenes químicos valencianos (Arturo Benlloch, Juan Ferrándiz y Álvaro Faubel) inventaron un procedimiento para extraer la teobromina, un alcaloide muy similar a la cafeína pero que solo se encuentra en el cacao. Esto dio origen a la actividad de Natra.
En 1951 la actividad se amplió a la elaboración y comercialización de productos del cacao. Mislata fue el lugar elegido para instalar la primera fábrica de la compañía gracias a un crédito del Banco Industrial.
En 2004 Natra adquirió Zahor (España), iniciando así su carrera hacia la integración vertical y el producto final dirigido al consumidor. Zahor contaba con una significativa cartera de clientes e importante volumen de facturación en Europa y acababa de comprar una planta en Francia especializada en tabletas de chocolate.
Un año después Chocolaterie Jacali (Bélgica) pasó a formar parte de Natra, ampliando así la gama de productos de la compañía con bombones y especialidades de origen belga. En 2007 incorporó All Crump, también belga, y constituyó la nueva unidad de negocio de cremas untables.
A partir de 2012 Natra ha impulsado el crecimiento de la división de productos de consumo fuera de Europa, especialmente en América y Asia.
En 2017-2018 Natra comenzó a implementar un nuevo Plan de Transformación centrado en el cliente para impulsar el crecimiento sostenible de la empresa. El Plan supuso un nuevo modelo organizativo y la renovación del equipo directivo.
2019 fue un punto de inflexión para Natra, cuando World Confectionery Group S.à.r.l. lanzó una OPA para adquirir el 100% del capital. Bajo la nueva propiedad, Natra entró en una nueva era, con continuidad en operaciones y estrategia, pero con un mayor enfoque en el crecimiento, impulsado por un nuevo inversor estable y a largo plazo.

## Presente y futuro
La compañía, que es miembro de Rainforest Alliance para impulsar la producción sostenible del cacao, también pertenece a la red global del Pacto Mundial de la ONU para promover e implementar los Objetivos de Desarrollo Sostenible (ODS). Natra está certificada bajo la norma ISO 20400, que garantiza la obtención sostenible de materias primas. La compañía también cuenta con las certificaciones clave de trazabilidad y seguridad alimentaria para garantizar la calidad e idoneidad de sus productos para clientes y consumidores. Los sistemas de gestión de seguridad alimentaria de Natra están certificados bajo prestigiosos estándares internacionales como BRC (British Retail Consortium), IFS (International Food Standard) y FSSC 22000. Natra también cuenta con certificaciones específicas para determinados productos dirigidos a mercados o segmentos específicos de la sociedad, por ejemplo, las certificaciones Kosher y Halal, así como comercio justo, productos ecológicos y sellos y certificados de origen sostenible.